# Gaston de Serre
Gaston Jules Henri de Serre (Copenaghen, 22 marzo 1882 – 11 novembre 1951) è stato un aviatore e generale francese, distintosi come ufficiale d'aviazione nel corso della prima guerra mondiale, dove fu comandante delle Escadrille BL 3, VB 111, e V 83.
Nel 1919 fu comandante dell'aeronautica della armate Alleate operanti in Romania e in Russia meridionale, e comandante dell'aeronautica dell'armée du Danube. Nel 1932 fu comandante dell'aeronautica di stanza in Algeria, nel 1935 comandante della 2ª Brigata aerea, nel 1936 comandante della 5ª subdivisione aerea a Tours. Nel 1937 fu comandante interinale della 3ª Regione aerea, e nel 1938 aiutante dell'dell'Ispettore generale delle forze aeree dei teatri di operazioni terrestri e della riserva aerea.

## Biografia
Nacque a Copenaghen il 22 marzo 1882, figlio di Emile Gaston (cancelliere all'ambasciata francese a Copenaghen) e di Magda Clara Henriette Mammien Pfeiffer. Allievo del Collège Stanislas di Parigi a partire dell'ottobre 1893, entrò poi l'École spéciale militaire de Saint-Cyr (promotion de la Tour d'Auvergne) il 14 ottobre 1903 per uscirne come sottotenente assegnato al 35ème Régiment d'infanterie il 1 ottobre 1905. Promosso tenente il 1 ottobre 1907, conseguì il brevetto di pilota FAI n° 1470 su velivolo Blériot il 16 agosto 1913. Trasferito all'Aéronautique Militaire in quello stesso anno conseguì il brevetto di pilota militare n° 407 l'8 dicembre. Assegnato come pilota alla Escadrille BL 3 il 1 agosto 1914, subito dopo lo scoppio della prima guerra mondiale, vi rimase sino al 18 aprile 1915 volando su Blériot IX n° BL 262. Promosso capitano il 25 dicembre 1914 fu citato all'ordine dell'armée d'Alsace il 28 febbraio 1915, e fu nominato Cavaliere della Legion d'onore e citato all'ordine dell'esercito il 24 aprile 1915.  Comandante della Escadrille VB 111 dal 2 maggio al 1 novembre 1915, fu in missione al RGAé di Bourget-Dugny al fine di ricevere un nuovo tipo di aereo dal 2 all'8 settembre.  Assegnato a una nuova Escadrille destinata ad operare sul fronte serbo, partì da Marsiglia il 3 dicembre 1915 per sbarcare a Salonicco il 13 dello stesso mese. La sua Escadrille V 83 (futura 501), assegnata all'armée d'Orient, operò sul campo d'aviazione di Samli, a 12 km a ovest di Salonicco, ed egli ricoprì l'incarico di comandante della sezione degli aerei armati con cannone. Il 28 gennaio 1916 fu nominato comandante del gruppo da bombardamento dell'armée d'Orient, subendo una frattura a un braccio a causa di un atterraggio di emergenza il 24 marzo. Ufficiale della Legion d'onore e citato all'ordine dell'armata il 12 aprile, rimase in Oriente fino al 15 novembre 1919. Citato all'ordine dell'esercito il 23 dicembre 1917, fu promosso maggiore a titolo temporaneo il 27 marzo 1918, lo divenne a titolo definitivo il 25 dicembre dello stesso anno. Comandante dell'aeronautica della armate Alleate in Romania e in Russia meridionale, del 10 gennaio 1919, fu comandante dell'aeronautica dell'armée du Danube dal 1 maggio 1919. Rientrato in Francia il 15 novembre 1919, fu nominato aiutante aeronautico presso l'addetto militare dell'ambasciata francese a Stoccolma, in Svezia, il 13 dicembre.
Assegnato al 4º Reggimento d'aviazione d'osservazione il 25 maggio 1920, rimane di stanza in Svezia classificato come "Fuori quadro aeronautico". Il 1 agosto 1920 il reggimento fu rinominato 34º Reggimento d'aviazione. L'8 dicembre 1921 viene assegnato al 2º Reggimento d'aviazione da caccia di stanza a Strasburgo-Neuhof, di cui divenne vice comandante il 18 gennaio 1922. Frequentò il corso presso la scuola di aviazione militare di Istres dal 6 al 17 gennaio 1922, ebbe una pensione permanente del 65%, con mantenimento in servizio, per perdita quasi totale dell'uso dell'arto superiore sinistro per pseudoartrosi completa (dovuto a una frattura mal consolidata) dell'omero da parte della Commissione di riforma di Strasburgo il 7 aprile 1922.  Nominato comandante del 2º Reggimento d'aviazione da caccia il 7 giugno 1924, viene promosso tenente colonnello il 25 settembre 1925. Nominato osservatore dall'aeroplano il 22 marzo 1926, diviene Commendatore della Legion d'onore il 23 dicembre 1927. Promosso colonnello il 25 giugno 1929, e assegnato al 5º gruppo operai aeronautici di Avord, il 9 marzo 1931. Diviene comandante dell'aviazione dell'Algeria il 9 maggio 1932, e assegnato alla Scuola militare di applicazione dell'armée de l'Air (école militaire d'application de l'armée de l'Air) e designato a seguire i corsi di Studi Militari Avanzati (CHEM) l'11 luglio 1934. Il 3 settembre dello stesso anno diviene generale di brigata aerea, e segue i corsi presso il Centro di studi tattici d'artiglieria (centre d'études tactiques d'artillerie) a Metz dal 1 al 30 ottobre.
Seguì il ciclo di corsi informativi per ufficiali generali e colonnelli di Versailles, dal 2 novembre 1934, e poi e assegnato al comando della 4ª Brigata aerea e della 4ª subdivisione della regione aerea, dal 30 dicembre. Continua a seguire i corsi della scuola militare dell'applicazione dell'Armée de l'air nel 1935. Nominato comandante della 2ª Brigata aerea il 7 maggio 1935, diviene comandante della 5ª subdivisione aerea a Tours, il 17 agosto 1936. Comandante interinale della 3ª Regione aerea il 14 gennaio 1937, fu promosso generale di divisione aerea il 5 marzo. Nominato aiutante dell'Ispettore generale delle forze aeree dei teatri di operazioni terrestri e della riserva aerea, il 22 febbraio 1938, fu posto in congedo dal personale navigante il 30 aprile 1939. Elevato al rango di generale di corpo d'armata aereo, si spense l'11 novembre 1951.

### Annotazioni
1. ↑  Era già stato citato all'ordine del giorno della VIIème Armée, il 20 agosto 1914, a quello della IXème Armée il 2 ottobre 1914 e a quello della VIème Armée il 18 novembre 1914.

### Fonti
1. 1 2 3 4 5 6 7 8 9 10 11 12 13 14 15 16  Albin Denis.
2. 1 2  Service Historique.
3. 1 2 3 4 5 6 7 8 9 10 11 12 13 14  Albin Denis.
4. ↑  Saint Cyr.
5. ↑  Monvel 2023, p. 211.